# هانسیورگ امیزگر
هانسیورگ امیزگر (انگلیسی: Hansjörg Aemisegger؛ زادهٔ ۱۸ فوریهٔ ۱۹۵۲) دوچرخه‌سوار اهل سوئیس است.